# Olympische Winterspiele 1988/Bob
Bei den XV. Olympischen Winterspielen 1988 in Calgary fanden zwei Wettbewerbe im Bobfahren statt. Austragungsort war die Bob- und Rennschlittenbahn im Canada Olympic Park. Die Strecke war 1475 m lang, überwand einen Höhenunterschied von 120 m und hatte 14 Kurven.
Seit der IOC-Session 1978 in Athen stand der Bobsport auf der Abschussliste des IOC. Mit 12:2 Stimmen war die Disziplin ins Provisorium versetzt worden. Grund dafür war, dass die Zahl der betreibenden Länder auf ein Minimum geschrumpft war.
Die Wetterbedingungen während der Bobwettbewerbe waren sehr schlecht. Den Athleten machten starke Windböen des Chinook zu schaffen. Dieser wehte insbesondere während des ersten Laufes des Zweierbobwettbewerbes Sand in die Bahn. Während die niedrigen Startnummern noch gute Bedingungen hatten, waren die Piloten mit höheren Startnummern trotz sauberer Fahrt chancenlos, darunter viele Favoriten. Zu den Benachteiligten gehörte unter anderem der als Topfavorit gestartete DDR-Pilot Wolfgang Hoppe. Die Ergebnisse der Wettbewerbe wurden außerdem durch enorme Temperaturschwankungen verfälscht.
Der erste olympische Auftritt der jamaikanischen Bobmannschaft diente als Inspiration für die sechs Jahre später erschienene Filmkomödie Cool Runnings.

## Bilanz

### Medaillenspiegel
| Platz | Land        | Gold | Silber | Bronze | Gesamt |
| ----- | ----------- | ---- | ------ | ------ | ------ |
| 1     | Sowjetunion | 1    | –      | 1      | 2      |
| 2     | Schweiz     | 1    | –      | –      | 1      |
| 3     | DDR         | –    | 2      | 1      | 3      |

### Medaillengewinner
| Konkurrenz | Gold                                                        | Silber                                                          | Bronze                                                 |
| ---------- | ----------------------------------------------------------- | --------------------------------------------------------------- | ------------------------------------------------------ |
| Zweierbob  | Jānis Ķipurs, Wladimir Koslow                               | Wolfgang Hoppe, Bogdan Musiol                                   | Bernhard Lehmann, Mario Hoyer                          |
| Viererbob  | Ekkehard Fasser, Kurt Meyer, Marcel Fässler, Werner Stocker | Wolfgang Hoppe, Bogdan Musiol, Dietmar Schauerhammer, Ingo Voge | Jānis Ķipurs, Guntis Osis, Juris Tone, Wladimir Koslow |

## Ergebnisse
(alle Laufzeiten in Sekunden, Gesamtzeiten in Minuten)

### Zweierbob
| Platz | Land | Sportler                                       | 1. Lauf | 2. Lauf | 3. Lauf | 4. Lauf | Gesamt  |
| ----- | ---- | ---------------------------------------------- | ------- | ------- | ------- | ------- | ------- |
| 1     | URS  | Sowjetunion I: Jānis Ķipurs, Wladimir Koslow   | 57,43   | 58,05   | 59,52   | 58,48   | 3:53,48 |
| 2     | DDR  | DDR I: Wolfgang Hoppe, Bogdan Musiol           | 57,06   | 59,26   | 59,45   | 58,42   | 3:54,19 |
| 3     | DDR  | DDR II: Bernhard Lehmann, Mario Hoyer          | 57,65   | 58,67   | 59,59   | 58,73   | 3:54,64 |
| 4     | SUI  | Schweiz II: Gustav Weder, Donat Acklin         | 58,01   | 58,88   | 60,12   | 59,05   | 3:56,06 |
| 5     | AUT  | Österreich I: Ingo Appelt, Harald Winkler      | 57,22   | 59,83   | 60,00   | 59,44   | 3:56,49 |
| 6     | SUI  | Schweiz I: Hans Hiltebrand, André Kiser        | 58,74   | 59,21   | 59,55   | 59,02   | 3:56,52 |
| 7     | FRG  | Deutschland I: Anton Fischer, Christoph Langen | 57,58   | 59,70   | 60,06   | 59,28   | 3:56,62 |
| 8     | AUT  | Österreich II: Peter Kienast, Christian Mark   | 58,19   | 58,96   | 60,48   | 59,28   | 3:56,91 |
| 9     | URS  | Sowjetunion II: Zintis Ekmanis, Aivars Trops   | 57,95   | 59,12   | 60,72   | 59,13   | 3:56,92 |
| 10    | CAN  | Kanada I: Greg Haydenluck, Lloyd Guss          | 57,36   | 59,90   | 60,11   | 59,60   | 3:56,97 |
| 11    | FRG  | Deutschland II: Michael Sperr, Rolf Müller     | 57,47   | 60,09   | 60,42   | 59,86   | 3:57,84 |

1. und 2. Lauf: 20. Februar 1988

3. und 4. Lauf: 21. Februar 1988
41 Bobs aus 23 Ländern, davon 38 in der Wertung. In den Trainings waren sogar 48 Bobs dabei, aber auch das reduzierte Teilnehmerfeld sorgte für Probleme.
Bei DDR 1 gab es einen Bremserwechsel, nachdem sich Wolfgang Hoppes Standardpartner Dietmar Schauerhammer wegen einer Verletzung nicht in Bestform befand. Der Start war an beiden Wettkampftagen jeweils um 10 Uhr angesetzt. Sturmwind erzwang zunächst eine Unterbrechung und schließlich den Abbruch des dritten Laufes am 21. Februar. Bereits die ersten beiden Läufe waren deshalb ein «Glücksspiel». Hoppe sagte, dass er «Glück hatte, im ersten Lauf schon am Anfang starten zu dürfen. Staub, Sand und Dreck lagen im zweiten Lauf in der Spur». Nach zwei Läufen führte Ķipurs vor den zeitgleichen DDR-Schlitten Hoppe und Lehmann (je 0,84 s zurück).
Ķipurs Goldmedaille war die erste (und einzige) in dieser Disziplin für die Sowjetunion. Hoppe fuhr zwar Bestzeit in den Läufen 1, 3 und 4, erreichte aber nur Rang acht im zweiten Lauf (1,21 s hinter Ķipurs). Andererseits hatte Hans Hiltebrand im ersten Lauf nur die 21. Zeit gefahren.

### Viererbob
| Platz | Land | Sportler                                                                      | 1. Lauf | 2. Lauf | 3. Lauf | 4. Lauf | Gesamt  |
| ----- | ---- | ----------------------------------------------------------------------------- | ------- | ------- | ------- | ------- | ------- |
| 1     | SUI  | Schweiz I: Ekkehard Fasser, Kurt Meier, Marcel Fässler, Werner Stocker        | 56,83   | 57,37   | 55,88   | 57,43   | 3:47,51 |
| 2     | DDR  | DDR I: Wolfgang Hoppe, Bogdan Musiol, Dietmar Schauerhammer, Ingo Voge        | 56,16   | 57,31   | 56,77   | 57,34   | 3:47,58 |
| 3     | URS  | Sowjetunion II: Jānis Ķipurs, Guntis Osis, Juris Tone, Wladimir Koslow        | 56,72   | 57,28   | 56,41   | 57,85   | 3:48,26 |
| 4     | USA  | USA I: Brent Rushlaw, Hal Hoye, Mike Wasko, Bill White                        | 56,72   | 57,67   | 56,69   | 57,20   | 3:48,28 |
| 5     | URS  | Sowjetunion I: Māris Poikāns, Olafs Kļaviņš, Ivars Bērzups, Juris Jaudzems    | 56,75   | 57,66   | 56,70   | 57,24   | 3:48,35 |
| 6     | AUT  | Österreich I: Peter Kienast, Franz Siegl, Christian Mark, Kurt Teigl          | 57,07   | 57,40   | 56,27   | 57,91   | 3:48,65 |
| 7     | AUT  | Österreich II: Ingo Appelt, Josef Muigg, Gerhard Redl, Harald Winkler         | 56,93   | 57,51   | 56,41   | 58,10   | 3:48,95 |
| 8     | DDR  | DDR II: Detlef Richter, Bodo Ferl, Ludwig Jahn, Alexander Szelig              | 57,18   | 57,60   | 56,33   | 57,95   | 3:49,06 |
| 9     | SUI  | Schweiz II: Hans Hiltebrand, Urs Fehlmann, Erwin Fassbind, André Kiser        | 56,39   | 57,91   | 57,13   | 57,82   | 3:49,25 |
| 10    | ITA  | Italien I: Alex Wolf, Pasquale Gesuito, Georg Beikircher, Stefano Ticci       | 57,20   | 57,72   | 56,53   | 58,01   | 3:49,46 |
| 11    | FRG  | Deutschland I: Anton Fischer, Franz Nießner, Uwe Eisenreich, Christoph Langen | 57,02   | 57,75   | 56,71   | 58,07   | 3:49,55 |
|       |      |                                                                               |         |         |         |         |         |
| 14    | FRG  | Deutschland II: Michael Sperr, Olaf Hampel, Florian Cruciger, Rolf Müller     | 57,58   | 58,04   | 56,41   | 58,14   | 3:50,17 |

1. und 2. Lauf: 27. Februar 1988
 3. und 4. Lauf: 28. Februar 1988
26 Bobs aus 17 Ländern, davon 25 in der Wertung.
Der Internationale Bobverband wollte gegen die TV-Interessen ein reguläres Rennen durch eine Vorverlegung der Startzeiten ermöglichen, doch IOC-Präsident Juan Antonio Samaranch drohte daraufhin, für 1992 die Bob-Bewerbe zu streichen.
Die Vorentscheidung fiel am Sonntagmorgen im dritten Lauf, als Fasser mit früher Startnummer und somit günstigen Bedingungen dem führenden Hoppe 0,89 s abnahm. Die gegenüber Samstag gesunkene Temperatur einerseits, die Sonne anderseits sorgten für neuartige Verhältnisse. Die künstlich gekühlte Strecke wurde mit jedem Schlitten langsamer. Fasser wie Hoppe klagten über sehr tiefe Rillen in den zweiten Durchgängen von Samstag und Sonntag. Wenn es im Vierer auch fairere Bedingungen gab, spielte die Startnummer wieder eine entscheidende Rolle.